# Нир-Ицхак
Нир-Ицхак (ивр. נִיר יִצְחָק‎) — кибуц на юге Израиля. Он расположен на северо-западе пустыни Негев между Хевел Шалом и Хевел Эшколь. Нир-Ицхак находится в ведении районного совета Эшколя. В 2021 году его население составляло 649 человек. По состоянию на 2005 год площадь кибуца составляет около 5500 дунамов.

## История
Кибуц был основан 8 декабря 1949 года и, как и Машабей-Саде, был назван в честь командира Пальмаха Ицхака Саде. Он связан с молодёжным движением Ха-шомер ха-цаир. Первоначально кибуц назывался «Дангор», а в 1953 году его название было изменено на «Нир-Ицхак».
В первые годы своего существования кибуцу было трудно найти источник средств к существованию, поскольку из-за его южного расположения осадков для ведения сельского хозяйства было недостаточно, и ему приходилось возделывать земли намного севернее. Кроме того, кибуц пострадал от песчаных бурь и Хавлита, уничтоживших посевы. Водопровод электростанции Яркон-Негев не доходил до кибуца, и ему приходилось продолжать существовать на своих ограниченных водных ресурсах, даже после того, как другие поселения в Негеве смогли получать больше воды.
В кибуце действует программа «Гарин Цабар» — программа для евреев неизраильского происхождения, которые добровольно служат в Армии обороны Израиля.
7 октября 2023 года Нир-Ицхак подвёргся нападению со стороны террористов ХАМАСа, которые убили и похитили нескольких его членов.

## Экономика
Shahen Agriculture Co. — компания по производству полевых культур, которой совместно владеют кибуц Нир-Ицхак и кибуц Керем-Шалом.

## Население
По данным Центрального статистического бюро Израиля, население на начало 2020 года составляло 630 человек.